# Satu Mare (Harghita)
Satu Mare (veraltet Marefalău; ungarisch Máréfalva) ist eine Gemeinde im Kreis Harghita, in der Region Siebenbürgen in Rumänien.

## Geographische Lage

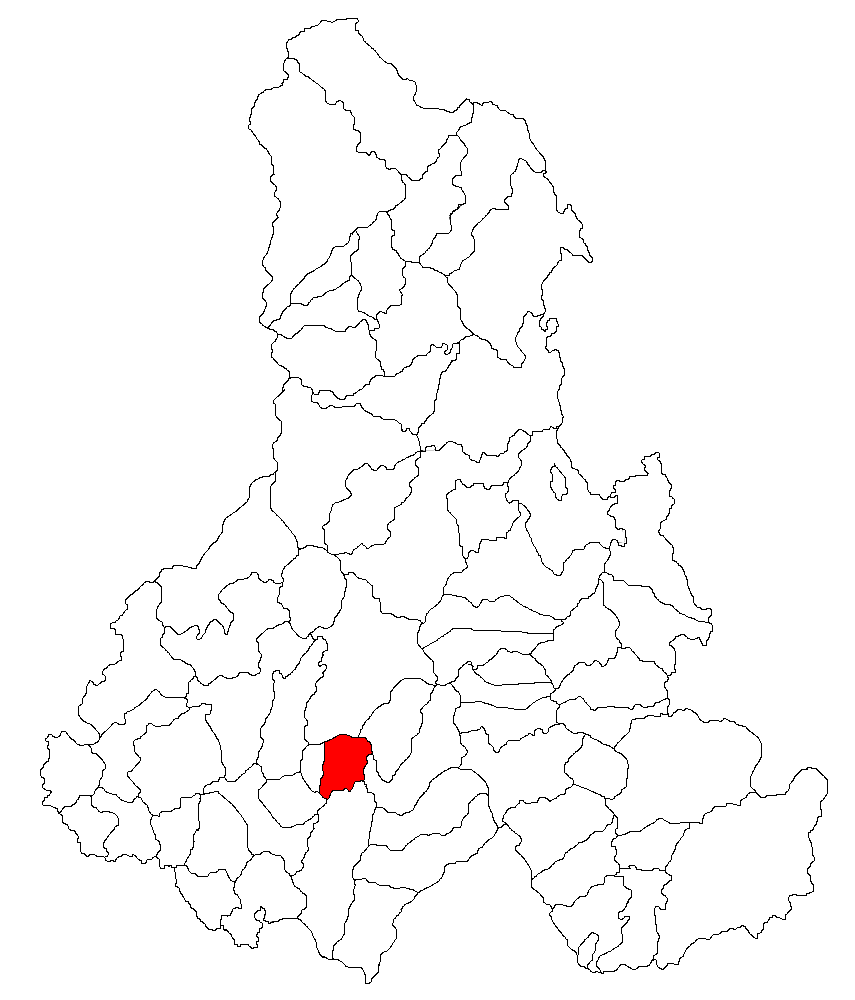
Lage der Gemeinde Satu Mare im Kreis Harghita

Die Gemeinde Satu Mare liegt in den Westausläufern des Harghita-Gebirges – ein Teilgebirge der Ostkarpaten – in der historischen Region Szeklerland in der Südhälfte des Kreises Harghita. Am Bach Fembediu (auch Brădești), ein linker Zufluss der Târnava Mare (Große Kokel) und der Nationalstraße DN13A liegt der Ort Satu Mare sieben Kilometer nordöstlich der Stadt Odorheiu Secuiesc (Oderhellen) und etwa 45 Kilometer westlich von der Kreishauptstadt Miercurea Ciuc (Szeklerburg) entfernt.
Der nächstgelegene Bahnhof befindet sich in Odorheiu Secuiesc an der Eisenbahnstrecke Sighișoara–Odorheiu Secuiesc.

## Geschichte
Der mehrheitlich von Szeklern bewohnte Ort Satu Mare wurde erstmals 1566 urkundlich erwähnt.
Auf dem von den Einheimischen genannten Areal Vârful Cetății (ungarisch Vánnyakfok) des Ortes Satu Mare, werden Reste von Steinmauern vermerkt, diese konnten aber noch keinem Zeitalter zugeordnet werden. Laut dem Verzeichnis historischer Denkmäler des Ministeriums für Kultur und nationales Erbe (Ministerul Culturii și Patrimoniului Național) werden diese jedoch der Hallstattkultur zugeordnet. Eine 36 Meter viereckige Erdenburg bei Cekendtetö (bei km 35) wurde in die Römerzeit datiert.
Zur Zeit des Königreichs Ungarn gehörte Satu Mare dem Stuhlbezirk Udvarhely in der Gespanschaft Udvarhely (rumänisch Comitatul Odorhei), anschließend dem historischen Kreis Odorhei und ab 1950 dem heutigen Kreis Harghita an.
Bis 2004 war Satu Mare Teil der Gemeinde Brădești und ist wegen den schönen Holztoren mehrerer Anwesen des Dorfes bekannt.

## Bevölkerung
Die Bevölkerung der heutigen Gemeinde Satu Mare entwickelte sich wie folgt:
| 1850 | 937   | 55 | 864   | - | 18 |
| 1920 | 1.322 | -  | 1.311 | - | 11 |
| 1992 | 2.017 | 2  | 2.014 | - | 1  |
| 2002 | 1.962 | 6  | 1.901 | 1 | 54 |
| 2011 | 1.995 | 2  | 1.944 | - | 49 |
| 2021 | 1.995 | 2  | 1.927 | 2 | 64 |

Seit 1850 wurde auf dem Gebiet von Satu Mare die höchste Einwohnerzahl und die der Magyaren 1992 ermittelt. Die höchste Anzahl der Rumänen wurde 1850, der Roma (90) 1941. 2002 wurde in Satu Mare auch ein Rumäniendeutscher registriert.

## Sehenswürdigkeiten
- In Satu Mare sind elf Anwesen deren geschnitzte Holztore, angefertigt ab 1875 bis 1906, unter Denkmalschutz stehen.[8]
- Die katholische Kirche wurde 1771 oder 1772[9] errichtet. Der Sakristeialtar hat drei Kreuze, die dem 15. und 16. Jahrhundert zugeordnet werden.[3]

## Städtepartnerschaft
Satu Mare pflegen Partnerschaften mit den ungarischen Orten Magyaregregy (seit 2006), Pécsvárad (seit 2008) und mit Alsómocsolád (seit 2014).